# Parauxa nitida
Parauxa nitida là một loài bọ cánh cứng trong họ Cerambycidae.